# Cattedrale di Arras
La cattedrale di Nostra Signora e San Vedasto (in francese: Cathédrale Notre-Dame-et-Saint-Vaast d'Arras) è il principale luogo di culto cattolico della città francese di Arras, nel Nord-Passo di Calais, e cattedrale della diocesi di Arras.
Dal 1906 è monumento storico di Francia.

## Storia
La cattedrale di Nostra Signora e San Vedasto sorge nel medesimo luogo di una chiesa più antica. Questa era la chiesa abbaziale di un'abbazia benedettina dedicata a San Vedasto, vescovo di Arras e di Cambrai.
Nel XVIII secolo, la chiesa versava, ormai, in stato d'abbandono, da qui la decisione di ricostruirla. Il progetto venne affidato al cardinale Louis-René-Édouard de Rohan-Guéménée (suo abate commendatario) e la costruzione ebbe inizio nel 1778. Tuttavia si fermò durante la rivoluzione francese; in tal frangente, l'antica cattedrale, costruita tra il 1030 e il 1396 in stile gotico, una delle più grandi di Francia  (lunga 120 metri), venne distrutta. Fu deciso di spostare la cattedra vescovile nella costruenda chiesa di San Vedasto. La nuova cattedrale fu terminata soltanto nel 1833 grazie al vescovo (poi cardinale) Hugues-Robert-Jean-Charles de La Tour d'Auvergne-Lauraquais e, nel 1855, insignita del titolo di basilica minore.
La cattedrale di Arras venne distrutta dal bombardamento effettuato nell'aprile del 1917 durante i preparativi per l'offensiva Nivelle della prima guerra mondiale. La ricostruzione iniziò nel 1920 per terminare quattordici anni dopo, nel 1934, e, il 13 maggio dello stesso anno, la chiesa fu riconsacrata. Nuovamente danneggiata da una bomba nel 1944 durante la seconda guerra mondiale, fu in poco tempo restaurata e riaperta al culto.

## Descrizione

### Esterno
La cattedrale di Nostra Signora e San Vedasto sorge nel cuore della città di Arras, in posizione sopraelevata, enunciando, con il suo stile, il principio che è possibile associare la leggerezza del gotico con l'estetica neoclassica.
La facciata principale è preceduta da una lunga scalinata ed è a salienti. Essa presenta uno schema con due fasce orizzontali divise da un cornicione: la fascia inferiore ha, al centro, quattro semicolonne e, ai lati, lesene corinzie. Ivi si aprono i tre portali, con quello centrale più grande rispetto ai due laterali, e due nicchie vuote. La parte superiore della facciata termina con un frontone triangolare sormontato da un croce in marmo e sorretto da quattro colonne corinzie. Al centro, si apre un finestrone con arco a tutto sesto.
In fondo alla chiesa, si sarebbe dovuto costruire un campanile. Fu costruita soltanto la base che oggi accoglie la cappella della Vergine, coperta da una piccola cupola. Le campane, perciò, furono collocate in un'edicola nel nartece della cappella del deambulatorio che fronteggia la cappella assiale.

### Interno

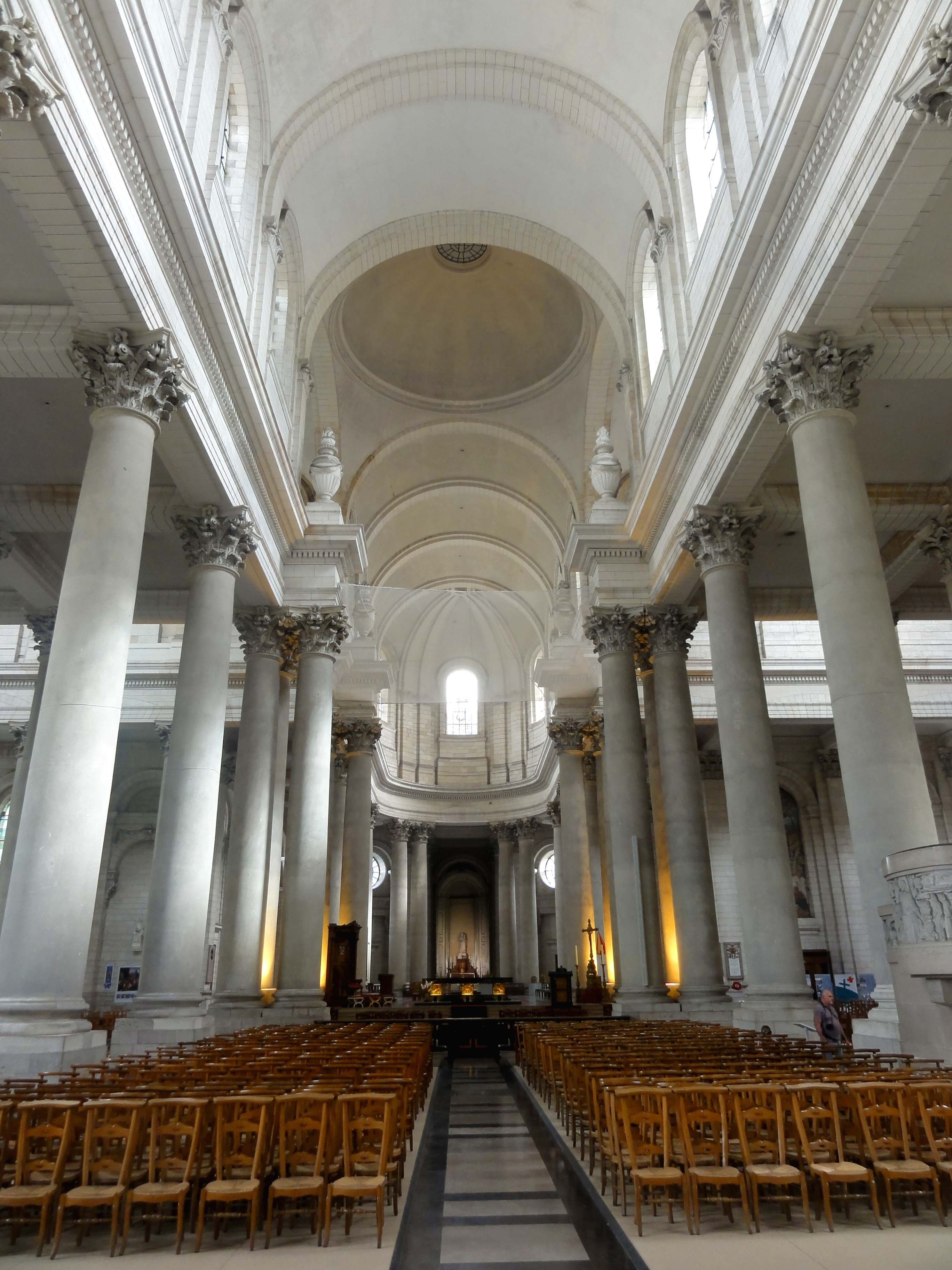
Interno

L'interno della cattedrale è a croce latina, con la navata centrale a sei campate, i due bracci del transetto e il coro a quattro campate, coperti con volta a botte lunettata ed illuminati da grandi finestroni, affiancati da due navate laterali con volta piana che, intorno l'abside, si ricongiungono formando un deambulatorio. La crociera è coperta con cupola semisferica priva di tamburo e di lanterna. Nelle due navatelle, si trovano otto statue provenienti dal Pantheon di Parigi, per il quale furono scolpite nel 1875, e collocate nella cattedrale nel 1934. In quella di sinistra, San Giovanni de Matha, di Ernest Eugène Hiolle, San Bernardo di Chiaravalle di François Jouffroy, San Remigio di Reims di Pierre-Jules Cavelier e San Gregorio di Tours di Emmanuel Frémiet.
In quella di destra Sant'Eligio di Noyon di Antonin Mercié, San Dionigi di Parigi di Jean-Joseph Persaud, San Martino di Tours, iniziata da Paul Cabet e completata da Just Becquet e San Germano d'Auxerre, di Henri Michel Chapu.
Il presbiterio, riorganizzato dopo il Concilio Vaticano II, è sopraelevato di alcuni gradini rispetto al resto della chiesa ed ospita, al centro, l'altare maggiore in marmo con sculture in bronzo, a destra l'ambone in stile e, a sinistra, la cattedra episcopale lignea in stile neoclassico. In asse con il portale centrale, sul deambulatorio si apre una cappella dedicata alla Madonna, con cupola affrescata e sull'altare, statua in marmo della Madonna col Bambino. 

Nella cattedrale è presente anche il Trittico dell'Adorazione dei Magi di Jean Bellegambe.
Nella cattedrale riposano i resti di Luigi di Borbone, Légitimé de France, figlio illegittimo di Luigi XIV e Louise de La Vallière.

### Organi a canne

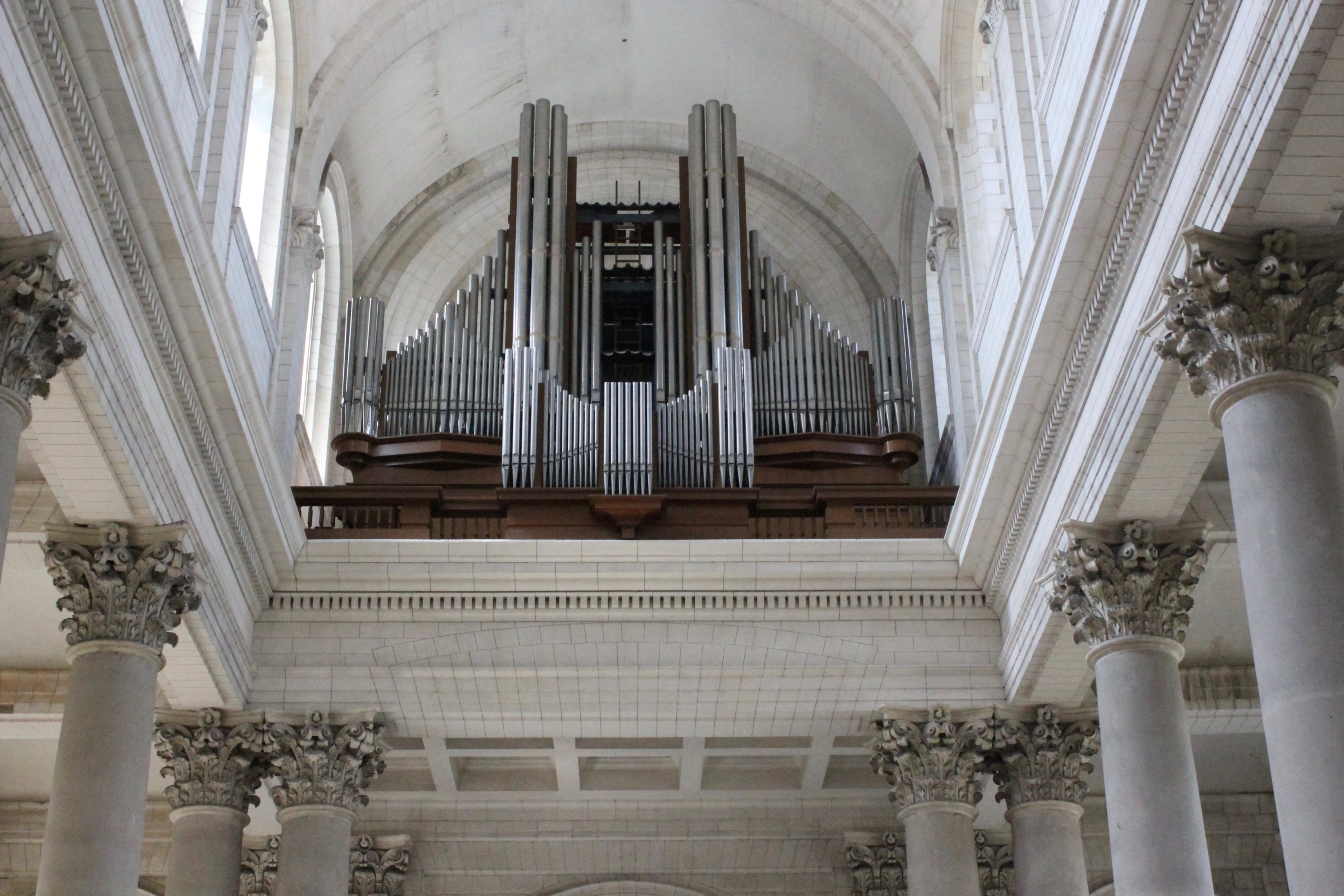
L'organo maggiore

Sulla cantoria in controfacciata, si trova l'organo a canne principale della cattedrale, costruito nel 1962 da André Roethinger e restaurato e modificato nel 1970 da Jean-Marie Tricoteaux. Lo strumento, a trasmissione elettrica, dispone di 73 registri; è caratterizzato dal prospetto, con mostra composta da canne di principale di varie misure collocate interamente fuori cassa. La consolle è situata anch'essa in cantoria ed ha quattro tastiere di 61 note ciascuna e pedaliera concavo-radiale di 32 note.
Nel coro, sulla sinistra, si trova un secondo organo a canne, per l'accompagnamento delle liturgie. Costruito dalla ditta Gonzalez nel 1936, è a trasmissione meccanica ed ha 14 registri su due manuali e pedale.